# Johann Karl Philipp von Fugger-Glött
Johann Karl Philipp von Fugger-Glött (* 20. November 1691; † 20. April 1748 in Köln) war Domherr und Chorbischof in Köln.
Johann Karl Philipp entstammt dem Geschlecht der Fugger-Glött, einer Linie der Fugger von der Lilie. Er war von 1722 bis 1737 Kanonikus des Stiftskapitels zu Ellwangen. Ab 1734 war Johann Karl von Fugger-Glött auch Kanonikus von St. Gereon in Köln und Domherr des Domkapitels zu Köln, zuletzt auch Chorbischof. 
Siehe auch: Liste der Kölner Domherren
| Personendaten    | Personendaten                                   |
| ---------------- | ----------------------------------------------- |
| NAME             | Fugger-Glött, Johann Karl Philipp von           |
| KURZBESCHREIBUNG | Kanonikus des Stifts Ellwangen, Domherr in Köln |
| GEBURTSDATUM     | 20. November 1691                               |
| STERBEDATUM      | 20. April 1748                                  |
| STERBEORT        | Köln                                            |